# Castroviejoa
Castroviejoa, biljni rod iz porodice glavočika opisan 2004. i smješten u tribus Gnaphalieae. Postoje dvije vrste, obje sa Mediterana, jedna je endem sa Korzike i druga sa Sardinije.

## Vrste
1. Castroviejoa frigida (Labill.) Galbany et al.
2. Castroviejoa montelinasana (Em.Schmid) Galbany et al.